# 27e régiment de commandement et de soutien
Le 27e régiment de commandement et de soutien est une unité de commandement française.

## Création et différentes dénominations
Créé le 1er aout 1976 sous le nom de 427e RCS.
Transformé le 1er mars 1977 en 27e RCS

## Les chefs du27eRCS
- Lieutenant-colonel FOURTICQ- ESQUEOUTE. De la création à 1978
- Lieutenant-colonel Lombard 1978 -1980
- Lieutenant-colonel puis colonel Édouard Loustalot-Forest 1980-1982
- Colonel BRODIEZ 1982-1984
- Colonel MONMARCHE 1984-1986
- Lieutenant-colonel Marc MEHAY 1986-1988
- Lieutenant-colonel puis colonel Gerard VANSTEENE 1988-1991
- Lieutenant-colonel puis colonel Jacques FABRE 1991-1993
- Lieutenant-colonel     X      1993-1995
- Lieutenant-colonel puis colonel Bernard ESQUER 1995-1997
- Lieutenant-colonel Patrick APFEL 1997- 1998 (dissolution du régiment)

## Drapeau
Il porte, cousues en lettres d'or dans ses plis, les inscriptions suivantes :
- Maroc 1925-1927
- Seconde Guerre mondiale